# Ковалёва, Марина Францевна
Мари́на Фра́нцевна Ковалёва (1 января 1923 — 30 мая 2007, Москва) — советская актриса театра и кино, педагог. Заслуженный работник культуры РСФСР (1978), лауреат Сталинской премии первой степени (1950).

## Биография
Родилась в 1923 году. Во время Великой Отечественной войны участвовала во фронтовых бригадах, в 1943—1944 годах работала во Фронтовом театре-студии под руководством А. Н. Арбузова.
По окончании Школы-студии при МХАТ СССР имени М. Горького была принята в мхатовскую труппу, в которой проработала до 1955 года. В период 1957—1968 годов (с перерывами) занималась педагогической деятельностью в Школе-студии МХАТ.
С 1960 по 1974 год работала в театрах Тбилиси, Целинограда, Горького.
Автор книги о матери — «Певица Ольга Ковалёва» (1981).
В 1985 году в сборнике «Искусство в боевом строю» была опубликована её переписка военных лет с Семёном Тумановым, воевавшим на фронте.
Член КПСС.
Скончалась 30 мая 2007 года. Похоронена в Москве на Николо-Архангельском кладбище (участок № 11).

## Семья
- Отец — Франц Феликсович Иванчук (1892—1975), архитектор.
- Мать — Ольга Васильевна Ковалёва (1881—1962), певица.
- Муж — Леонид Данилович Агранович (1915—2011), кинорежиссёр, сценарист, драматург. В разводе.
  - Сын — Алексей Леонидович Ковалёв (род. 1944), актёр и писатель, в 1981 году эмигрировал в США.
    - Внучка — Настасья Алексеевна Ковалёва (род. 1973)[источник не указан 133 дня][значимость факта?]

## Фильмография
- 1938 — Семиклассники — Таня Русанова
- 1940 — Тимур и его команда — Ольга Александрова
- 1941 — Конёк-Горбунок — Заря-Заряница
- 1942 — Клятва Тимура — Ольга Александрова
- 1949 — Падение Берлина — Наташа Румянцева
- 1951 — Незабываемый 1919 год — Катя Данилова
- 1958 — Поэма о море — мать Игната

## Награды и звания
- орден Трудового Красного Знамени (6 марта 1950) — за выдающиеся заслуги в развитии советской кинематографии, в связи с 30-летием[4];
- Сталинская премия первой степени (1950) — за исполнение роли Наташи Румянцевой в фильме «Падение Берлина» (1949);
- заслуженный работник культуры РСФСР (20 февраля 1978) — за заслуги в области советской культуры[5].